# 京丹波わちインターチェンジ
京丹波わちインターチェンジ（きょうたんばわちインターチェンジ）は、京都府船井郡京丹波町才原にある、京都縦貫自動車道のインターチェンジである。建設時の仮称は和知ICであった。

## 歴史
- 1993年度（平成5年度） : 京都縦貫自動車道の丹波綾部道路が事業化[2][3]。
- 2008年（平成20年）9月13日 : 綾部安国寺IC - 京丹波わちIC間の開通に伴い供用開始[3][4]。
- 2015年（平成27年）7月18日 : 京丹波わちIC - 丹波IC間の開通により全線開通[5]。
- 2023年（令和5年）4月1日 : 宮津天橋立IC - 丹波IC間を京都府道路公社から西日本高速道路（NEXCO西日本）に移管[6]。全国路線網に編入[7]。

## 周辺
- JR西日本山陰本線 立木駅

## 接続する道路
- 国道27号

## 料金所
- ブース数 : 4

### 入口
- ブース数 : 2
  - ETC専用 : 1
  - 一般 : 1

### 出口
- ブース数 : 2
  - ETC専用 : 1
  - 一般 : 1

## 隣
E9 京都縦貫自動車道（丹波綾部道路）
(3-1)綾部安国寺IC - (4)京丹波わちIC - (5)京丹波みずほIC